# Cemocotyle
Cemocotyle är ett släkte av plattmaskar. Cemocotyle ingår i familjen Cemocotylidae.
Cemocotyle är enda släktet i familjen Cemocotylidae.
Kladogram enligt Catalogue of Life:
| Cemocotyle | \| \| Cemocotyle borinquenensis \| \| \| \| \| \| Cemocotyle carangis \| \| \| \| \| \| Cemocotyle noveborancensis \| \| \| \| |
|            | \| \| Cemocotyle borinquenensis \| \| \| \| \| \| Cemocotyle carangis \| \| \| \| \| \| Cemocotyle noveborancensis \| \| \| \| |
|            | Cemocotyle borinquenensis |
|            | |
|            | Cemocotyle carangis |
|            | |
|            | Cemocotyle noveborancensis |
|            | |